# Hydroporus pubescens
Hydroporus pubescens es una especie de escarabajo del género Hydroporus, familia Dytiscidae. Fue descrita científicamente por Gyllenhal en 1808.
Esta especie se encuentra en Europa y Asia del Norte (excepto China). En Europa, solo se encuentra en Albania, Austria, Islas Baleares, Bélgica, Bosnia y Herzegovina, Bulgaria, Islas del Canal, Córcega, Creta, Croacia, Chipre, República Checa, Dinamarca continental, Dodecaneso, Estonia, Turquía europea, Islas Feroe, Finlandia, Francia continental, Alemania, Gran Bretaña incluida la isla de Man, Grecia continental, República de Irlanda, Italia continental, Kaliningrado, Letonia, Luxemburgo, Irlanda del Norte, Macedonia del Norte, Noruega continental, Polonia, Portugal continental, Rusia, Cerdeña, Sicilia, Eslovaquia, Eslovenia, España continental, Suecia, Suiza, Países Bajos, Ucrania y Yugoslavia.